# Josef Bartoš (1861–1924)
Josef Bartoš (29. října 1861, Příbram-Březové Hory – 14. ledna 1924, Příbram) byl český hudební skladatel.

## Život
Pocházel z příbramské hornické rodiny. Vystudoval v Příbrami reálné gymnázium a učitelský ústav, na němž od roku 1880 působil jako učitel. Od roku 1888 začal také vyučovat na měšťanské škole chlapecké jako odborný učitel pro obor přírodovědecký a zpěv (právě pro výuku zpěvu na této škole vydal Bartoš dokonce svou sbírku 43 národních písní pro jeden až čtyři zpěvní hlasy nazvanou Metoda koncentrační k vícehlasému zpěvu). Roku 1919 byl jmenován na tomto ústavu ředitelem. Coby pedagog byl velmi úspěšný a oblíbený, o čemž svědčí četné vzpomínky jeho žáků i spolupracovníků, uveřejněné v knize Karla Valty Za ušlechtilým Příbramanem z roku 1947 (viz literatura). Uplatnil se i na poli literárním jako spisovatel povídek z hornického života (např. Láska, která zabíjí, Stráž u mrtvých, Ze života v pohádku ad.; některé byly psány pod pseudonymem J. Hošek) a řady kritik zejména hudebních, jimiž přispíval do místních listů (uveřejňovány např. v časopisech Dalibor, Horymír ad.). Byl též dobrým výkonným hudebníkem (ovládal celou řadu nástrojů, zejména klavír a violoncello) a plodným skladatelem. Ve svých skladbách navázal na jednodušší styl Karla Bendla a Jana Maláta, v komorních dílech lze vypozorovat vliv Dvořákův.

## Hudební dílo
Jeho hudební dílo lze rozdělit do několika skupin. Do první skupiny spadají jeho skladby klavírní, které jsou určeny průměrným i zběhlejším hráčům a vyznačují se pečlivým zpracováním zpěvného tématu. Další skupinu tvoří hudba komorní, kterou skladatel posílal i do ciziny, zejména vydavateli Simrockovi, u kterého však nakonec z neznámých důvodů k vydání skladeb nedošlo. Skladatel byl však úspěšný u jiného vydavatele – Františka Urbánka, který vydal Bartošovy klavírní skladby Kaleidoskop a Lyrické nálady.

### Písně
Lze dle jejich charakteru rozdělit na písně duchovní, světské, milostné, písně z havířského prostředí. Vyznačují se především lyrismem, prostým doprovodem a nesou nesporný vliv romantismu (zejména Schumannova a Čajkovského). Převážně jsou komponovány na texty Quida Maria Vyskočila, jehož texty používal pro své sbory. Mezi další skladatelovy práce patří melodramy, kantáty, orchestrální drobnosti a příležitostné školní skladby.

## Přehled skladeb (výběr)

### Klavírní skladby
- Scherza
- Idyly
- Eklogy
- Kaleidoskop
- Lyrické nálady
- Valse intime
- Pět nálad
- Impromptu
- Sonáta Es
- tance
- pochody

### Komorní hudba
- houslová sonáta
- violové sonáty (3)
- klavírní tria (3)
- smyčcové kvartety (3)
- klavírní kvintety (2)
- smyčcový oktet

### Písně
- Večery pohádek
- Pampelišky
- Tři písně
- Hornické písně
- Slovenské spevy

### Melodramy
- Balada o mrtvém mnichu
- Honza a smrt

### Sbory
- Na březích Baltu
- Ó Moravo
- Ó matko vlasti svatá
- Slavičí pěšinky
- Svatební zpěv
- Po sňatku

### Kantáty
- Smrt (chorální rapsodie)
- Tři husaři (vesnický výjev)